# Hammer (Weidenberg)
Hammer ([ˈhamɐ] ) ist ein Gemeindeteil des Markts Weidenberg im Landkreis Bayreuth (Oberfranken, Bayern). Hammer liegt in der Gemarkung Untersteinach.

## Geografie
Die Weiler bildet eine geschlossene Siedlung mit Untersteinach im Nordwesten. Diese liegt am rechten Ufer der Warmen Steinach.

## Geschichte
Hammer gehörte zur Realgemeinde Untersteinach.
Von 1797 bis 1810 unterstand der Ort dem Justiz- und Kammeramt Bayreuth. Mit dem Gemeindeedikt wurde Hammer dem 1812 gebildeten Steuerdistrikt Untersteinach und der zugleich gebildeten Ruralgemeinde Untersteinach zugewiesen. Am 1. Mai 1978 wurde Hammer nach Weidenberg eingemeindet.

### Einwohnerentwicklung
| Jahr      | 001818 | 001861 | 001871 | 001885 | 001900 | 001925 | 001950 | 001961 | 001970 | 001987 |
| Einwohner | *      | 25     | 25     | 27     | 22     | 11     | 16     | 14     | 16     | 12     |
| Häuser    | *      |        |        | 3      | 3      | 2      | 3      | 3      |        | 4      |
| Quelle    | [ 6 ]  | [ 9 ]  | [ 10 ] | [ 11 ] | [ 12 ] | [ 13 ] | [ 14 ] | [ 15 ] | [ 16 ] | [ 1 ]  |

## Religion
Hammer ist evangelisch-lutherisch geprägt und nach Nemmersdorf gepfarrt.